# McLaughlin
McLaughlin város az Amerikai Egyesült Államok Dél-Dakota államában, Corson megyében. Lakosainak száma 569 fő (2020. április 1.).

## Népesség
A település népességének változása:

| 2010 | 663 |
| 2020 | 569 |